# Attentat de l'hôtel Serena de Quetta
 (avril 2021).
L'attentat de l'hôtel Serena de Quetta est un attentat à la bombe survenu le 21 avril 2021 à l'hôtel Serena, à Quetta, dans le Baloutchistan, au Pakistan, faisant au moins 4 morts et douze blessés. L'explosion a eu lieu dans le parking de l'hôtel. Le Tehrik-e-Taliban Pakistan a revendiqué dans une déclaration la responsabilité, disant que c'était un attentat suicide.